# Explorer 26
Explorer 26 ou EPE-D  (acronyme de Energetic Particles Explorer-D) ou S-3C  est un petit satellite scientifique de la NASA mis en orbite en septembre 1964 pour étudier les ceintures de radiation de la Terre dont les ceintures de radiation artificielles générées par des essais nucléaires dans la haute atmosphère. C'est le quatrième satellite d'une série de quatre satellites développé par le centre Goddard  utilisant la même plateforme et pesant une quarantaine de kilogrammes. L'engin spatial, stabilisé par rotation, emportait une série d'instruments permettant principalement de mesurer l'énergie et la direction des flux d'électrons et de protons des ceintures de radiation. Explorer 26 a fonctionné jusqu'à fin mai 1967.  

## Contexte et objectifs de la mission
Explorer 26 est le quatrième satellite de la série S-3 développé par le Centre de vol spatial Goddard (établissement de la NASA) dans le cadre de son programme Explorer réunissant des missions scientifiques de faible cout. Cette série inclut également les Explorer 12 (lancé en 1961), 14 et 15 (1962).
Le premier objectif de la mission est de poursuivre l'étude des ceintures de radiation naturelles et artificielles (créées par les essais nucléaires dans la haute atmosphère comme l'explosion de la  bombe H américaine Starfish Prime réalisé en juillet 1962) dans le but de de déterminer comment les particules énergétiques sont injectées, piégées et libérées dans ces ceintures de radiations. Le deuxième objectif est de déterminer le danger représenté par ces ceintures de radiation pour les astronautes des missions Apollo qui devaient les traverser durant leur transit entre la Terre et la Lune. Bien que les essais nucléaires dans la haute atmosphère, les scientifiques souhaitaient savoir quelles étaient les conséquences de l'explosion de Starfish deux ans après celle-ci.

## Déroulement de la mission
Le satellite Explorer 26 est lancé le 21 septembre 1964 par une fusée Delta C depuis Cape Canaveral. Il est placé sur une Orbite haute très excentrique de 316 km × 26 191 km avec une inclinaison orbitale de 20,1° et une période de révolution de 456 minutes. La vitesse de rotation est initialement de 33 tours par minute mais va progressivement décroitre jusqu'à atteindre en septembre en septembre 1965 2 tours par minute. Explorer 26 va fonctionner de manière nominale (hormis quelques interruptions dus à un voltage trop faible) jusqu'au 26 mai 1967 date à laquelle le système de transmission tombe en panne,.

## Caractéristiques techniques

### Plateforme
Explorer 26 est un petit satellite stabilisé par mise en rotation. Il a une masse de 45,8 kilogrammes. Il est constitué d'une structure en nid d'abeilles de fibre de verre haute de 42 centimètres pour un diamètre maximal de 67 centimètres recouverte d'une mince peau en aluminium. L'énergie est fournie par quatre panneaux solaires comprenant chacun 1 536 cellules photovoltaïques. L'énergie produite est stockée dans 134 batteries argent-cadmium. Contrairement à ces prédécesseurs le satellite a été durci pour mieux résister aux effets nocifs des ceintures de radiation. Le système de transmission des données est également amélioré et les données sont transmises de manière continue. Le système de télécommunication repose sur un émetteur radio de deux Watts de puissance et quatre antennes de 60 centimètres. Les données sont collectées par le réseau de stations terrestres STADAN de la NASA. La durée de vie théorique du satellite est de 1 an,.

### Instruments
Explore 26 emporte cinq expériences scientifiques et technologiques similaires à celles emportées par Explorer 15 : 
- Un détecteur de particules énergétiques (électrons et protons) constitué de deux scintillateurs plastiques. Le premier détecteur est directionnel et compte les électrons dont l'énergie est supérieure à 0,5 MeV. Il effectue ces mesures dans un cône de 16° perpendiculaire à l'axe de rotation du satellite. Le deuxième détecteur est omnidirectionnel et compte les protons dont l'énergie est comprise entre 40 et 110 MeV et les électrons dont l'énergie est supérieure à 4 MeV. Les détecteurs cesseront de fonctionner le 30 janvier 1963. L'instrument est fourni par l'Université de San Diego[4].
- Un instrument de mesure de la direction et du spectre des électrons et des protons de faible énergie piégés dans l'ionosphère et générés par les aurores. L'instrument est constitué d'un scintillateur à la poudre de phosphore recouvert d'une couche d'aluminium d'une épaisseur de 1000 Angstrœms. L'ouverture du détecteur fait un angle de 45 degrés avec l'axe de rotation. L'instrument permet d'identifier sept niveaux d'énergie pour les protons (97, 125, 168, 295, 495, 970 et 1700 keV) et trois niveaux d'énergie pour les électrons (17, 33 et 75 keV). L'expérience a fonctionné de manière nominale durant toute la vie du satellite mais avec une résolution angulaire dégradée du fait de la vitesse de rotation trop importante. L'instrument est fournie par le centre de vol spatial Goddard[5].
- Un instrument mesurant l'énergie et la direction des électrons et des protons piégés dans les ceintures de Van Allen. Il comprend six détecteurs semi-conducteurs. Trois détecteurs omnidirectionnels permettant de déterminer d'une part l'énergie des électrons lorsque celle-ci est respectivement supérieure à 1 MeV, 3,5 MeV et 2,5 MeV et d'autre part l'énergie des protons lorsque celle-ci est respectivement supérieure à 10 MeV, 27 MeV et 21 MeV. Trois détecteurs directionnels  permettant de déterminer d'une part l'énergie des électrons lorsque celle-ci est respectivement supérieure à 0,3 MeV, 0,45 MeV et 1,7 MeV et d'autre part l'énergie des protons lorsque celle-ci est respectivement supérieure à 1,5 MeV, 5 MeV et 16 MeV. L'instrument a fourni des données utilisables durant toute la vie du satellite. L'instrument, qui est fourni par les laboratoires Bell[6]
- Un magnétomètre fluxgate bidirectionnel mesurant l'intensité et la direction du champ magnétique terrestre. Le magnétomètre permet  de mesurer une intensité comprise entre -2000  et +2000 nanoTeslas avec une précision de 5 nanoTeslas. Le magnétomètre est monté à l'extrémité d'une perche pour réduire l'incidence des champs générés par l'électronique du satellite. L'instrument est fourni par l'Université du Minnesota. L'instrument a fourni des données exploitables jusqu'au 30 juin 1965. A compter de cette date l'oscillation de l'axe du satellite est devenue trop importante pour permettre de déterminer la direction du champ magnétique[7].
- Quatre groupes de cellules photovoltaïques sont fixés sur le satellite pour mesurer l'impact des radiations sur leur fonctionnement en particulier l'incident de la ceinture de radiations artificielle générée par le test nucléaire Starfish Prime. Chaque groupe est protégé par une couche de saphir d'épaisseur différente (0,1, 0,3, 0,5 et 0,8 grammes par cm²). L'énergie électrique produite lorsque l'incidence du rayonnement solaire est normale et dans le cas contraire est mesurée de manière continue[8].